# Иваняне
Иваняне е село, намиращо се в Западна България. Намира се в Район Банкя, Столична община, област София, на около 12 km от столицата гр. София.

## География
Площта на селото по данни на НСИ е 13.594 km2.
Намира се на 12 км от София-град, на 5 км от Банкя и на 23 км от Перник.

## История
При археологически разкопки край с. Иваняне са разкрити останки от римски сгради, стени, канализация, бронзови гривни от IV-V век от новата ера. Известни са и две късноантични църкви - еднокорабна сграда от IV век в местността Църквище и еднокорабна сграда с множество пристройки от края на IV - началото на V век в местността Побиен камик, под днешния параклис „Свети Георги“.
Според местната легенда преди години имало 3 братя-овчари, които притежавали голям чифлик. Те се казвали Иван, Яне и Филип. Иван и Яне се скарали с брат си Филип и така разделили чифлика. Филип със своята част от стадото овце основал селището, наречено Филиповци. Иван и Яне основали Иваняне.

## Население
Численост на населението според преброяванията през годините:
| \| Година на преброяване \| Численост \| \| --------------------- \| --------- \| \| 1934 \| 732 \| \| 1946 \| 896 \| \| 1956 \| 1037 \| \| 1965 \| 1347 \| \| 1975 \| 648 \| \| 1985 \| 567 \| \| 1992 \| 585 \| \| 2001 \| 779 \| \| 2011 \| 929 \| |           |
| Година на преброяване | Численост |
| 1934 | 732       |
| 1946 | 896       |
| 1956 | 1037      |
| 1965 | 1347      |
| 1975 | 648       |
| 1985 | 567       |
| 1992 | 585       |
| 2001 | 779       |
| 2011 | 929       |

## Религии
Църквата „Св. св. Кирил и Методий“ е построена през 1915 г. Мястото е подарено през 1903 г. от Григор Братоев и Минчо Кръстев. Легендата разказва, че в близост до църквата е имало орлово гнездо. На Гергьовден се е правел курбан и след като попа заколя агнето се носи месо на орела. Днес курбан се прави на храмовия празник на 11 май – деня на братя Кирил и Методий. Иконостасът на храма е дело на дебърски майстори от рода Филипови.
От 2000 г. са възобновени богослуженията в храма, но редовен църковен живот започва от 2004 г., когато е назначен свещеник. Първото тайнство, което се извършва след освещаването на храма е кръщение.

## Транспорт
Селото се обслужва от 2 автобусни линии на Центъра за градска мобилност: Автобус 81, който свързва селото с метростанция "Сливница" и Северната промишлена зона в София, както и автобус 44, който свързва селото с град Банкя.

## Редовни събития
- 7 януари, Ивановден – имен ден на селото
- 11 май, ден на св. св. Кирил и Методий – прави се курбан
- 24 май, Ден на славянската писменост и култура – събор на селото.